# فرودگاه استاری اوسکول
فرودگاه استاری اوسکول فرودگاهی عمومی واقع در استاری اوسکول در کشور روسیه است.

## شرکت‌های هواپیمایی و مقصدهای پروازی
Beginning ۶ مارس ۲۰۱۷, the airline Kompas, a subsidiary of Vologda Aviation Enterprise, will fly three times a week between Stary Oskol and Moscow's ونوکووا. The decision to introduce service came after a meeting between Kompas, Stary Oskol Airport officials and the Oskol Region Administration.
| شرکت‌های هواپیمایی           | مقصدهای پروازی  |
| --------------------------- | --------------- |
| Vologda Aviation Enterprise | ونوکووا، پالکوو |